# Wenderkogl
Wenderkogl är ett berg i Österrike.   Det ligger i distriktet Imst och förbundslandet Tyrolen, i den västra delen av landet, 400 km väster om huvudstaden Wien. Toppen på Wenderkogl är 2 169 meter över havet, eller 87 meter över den omgivande terrängen. Bredden vid basen är 1,2 km.
Terrängen runt Wenderkogl är mycket bergig. Närmaste större samhälle är Imst, 17,8 km nordväst om Wenderkogl. 
Trakten runt Wenderkogl består i huvudsak av gräsmarker. Runt Wenderkogl är det ganska glesbefolkat, med 35 invånare per kvadratkilometer.